# Gerhard Schultze-Seehof

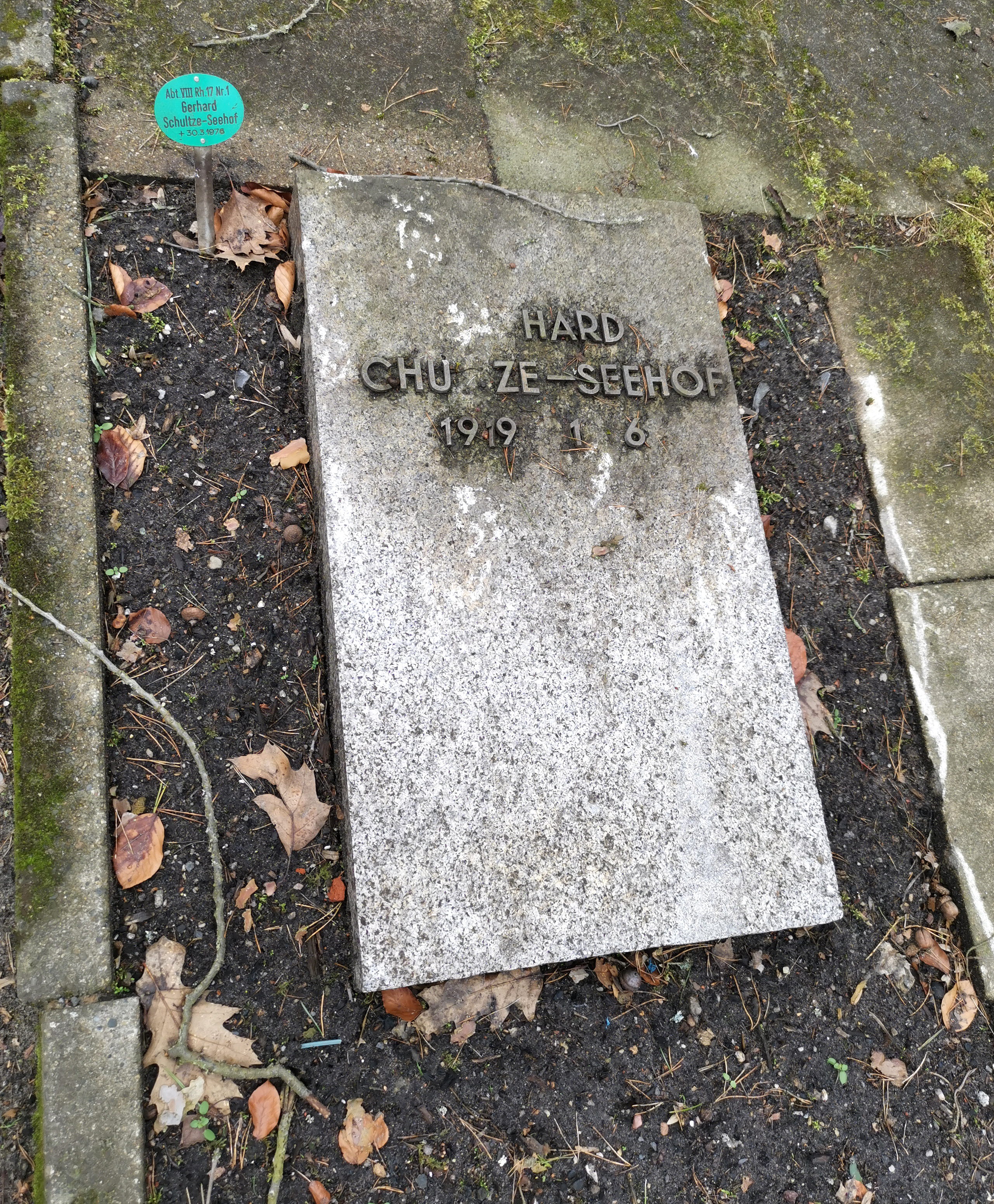
Grab auf dem Friedhof Berlin-Frohnau

Gerhard Schultze-Seehof (* 7. Dezember 1919 in Berlin; † 30. März 1976 ebenda) war ein deutscher Maler und Bildhauer. Zahlreiche seiner Plastiken stehen im öffentlichen Raum in Berlin. In seinem bildhauerischen Werk arbeitete er oft mit Mosaiken.

## Leben
Gerhard Schultze-Seehof studierte und lehrte als Professor an der Hochschule für bildende Künste Hamburg (HfBK).
In Berlin sind heute einige seiner Werke der 1950er Jahre zu kleinen Wahrzeichen geworden. Die Wahl der Mosaiktechnik beschreibt die Nachkriegserfahrung, den Wiederaufbau aus Trümmern bewerkstelligen zu müssen.

## Werke
- Asymmetrische Vase aus Trümmern der Kaiser-Wilhelm-Gedächtniskirche am Kurfürstendamm (1957).
- Zwölf Meter hohe Trümmersäule aus 40.000 Mosaiksteinen auf dem Max-Josef-Metzger-Platz im Wedding (1954).
- Borsigbogen an der Greenwichpromenade in Tegel (1956).
- Mosaikglobus in der Anna-Lindh-Grundschule im Wedding (1960)
- Pavillon mit Sternenglaskuppel im Volkspark Humboldthain (1963)
- Brunnenplastik in Alt-Tempelhof (1971)
- Portaldach der Feuerwache Kreuzberg (1978)

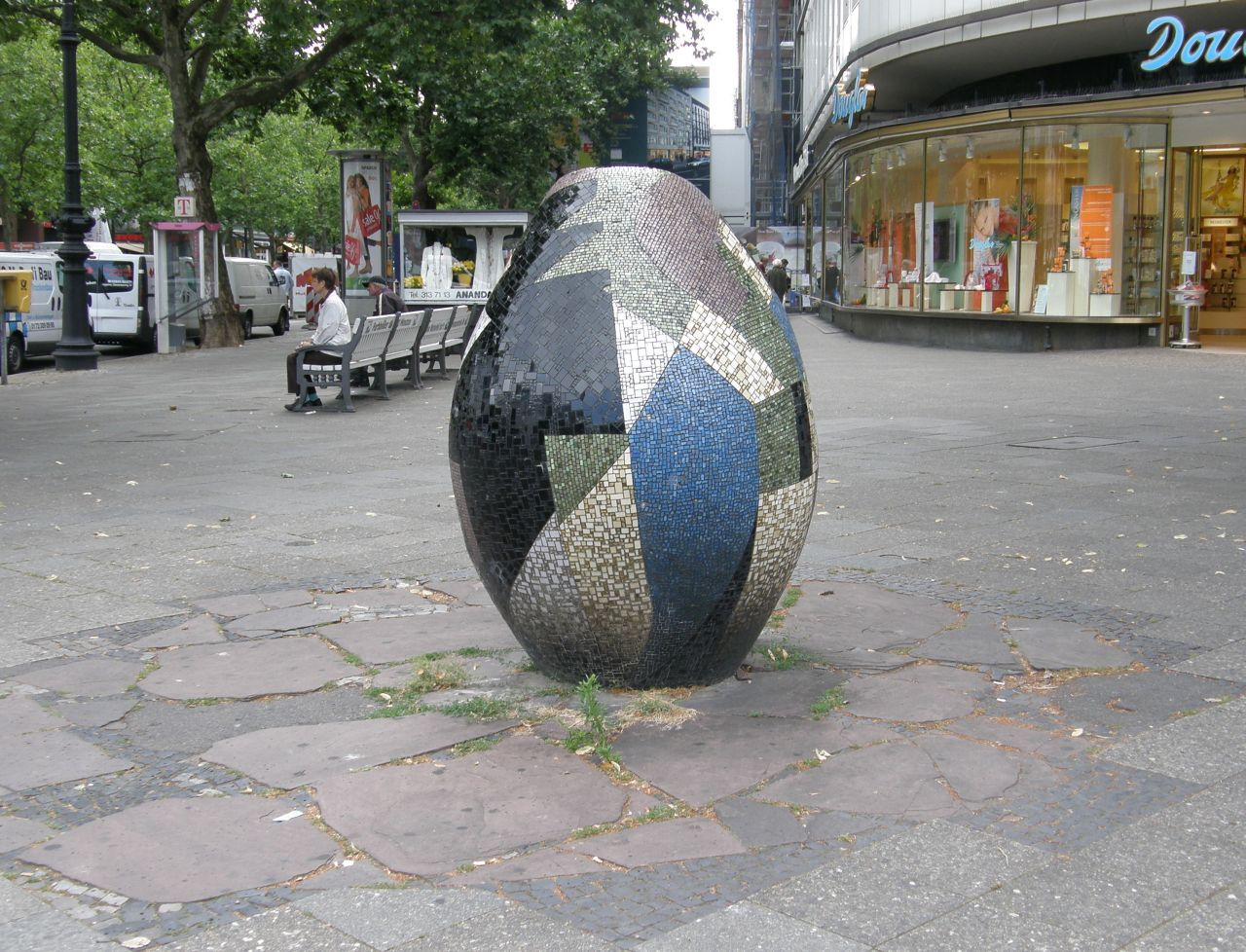
Asymmetrische Vase aus Trümmern der Kaiser-Wilhelm-Gedächtniskirche
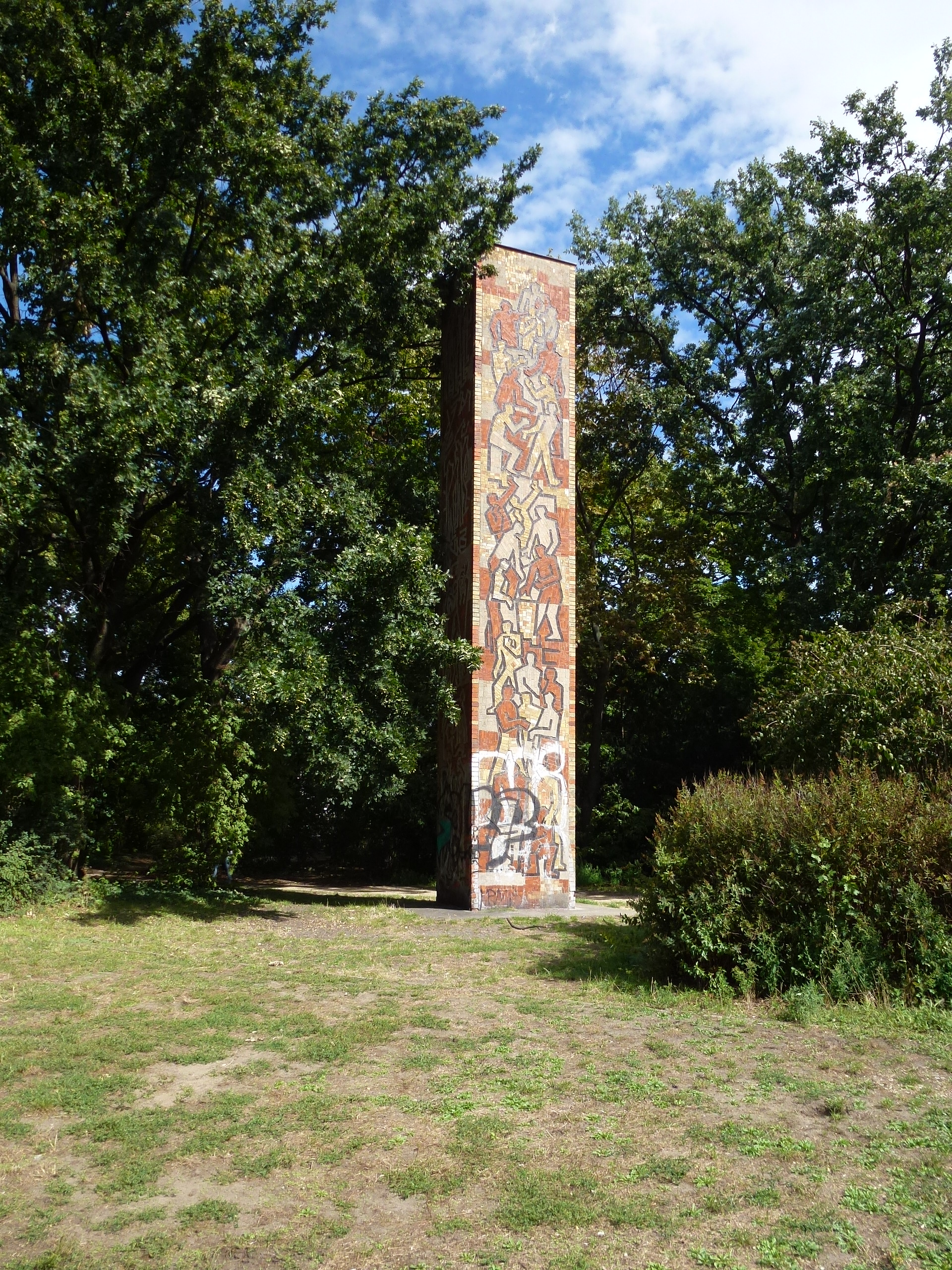
Trümmersäule auf dem Max-Josef-Metzger-Platz
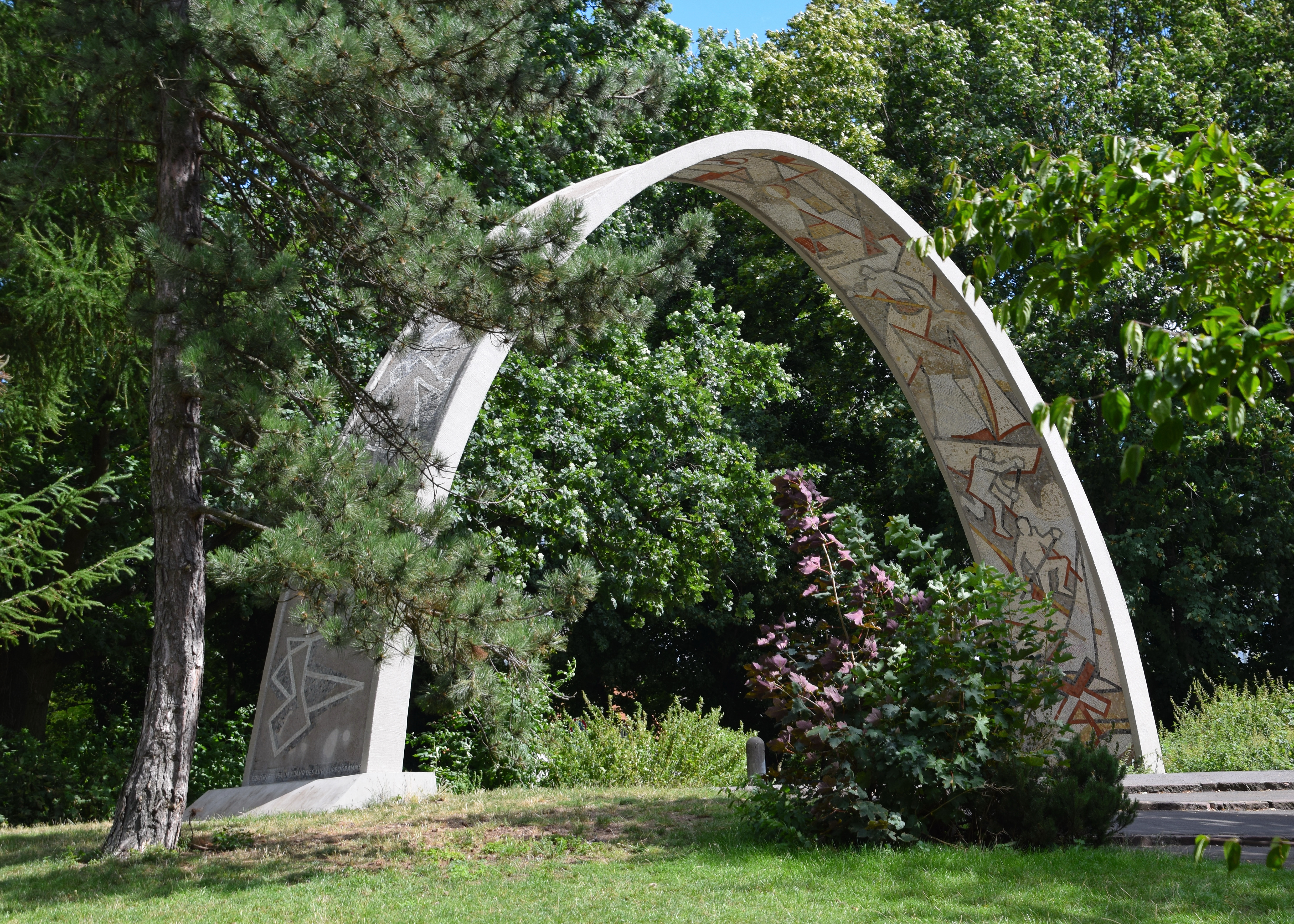
Borsigbogen an der Greenwichpromenade
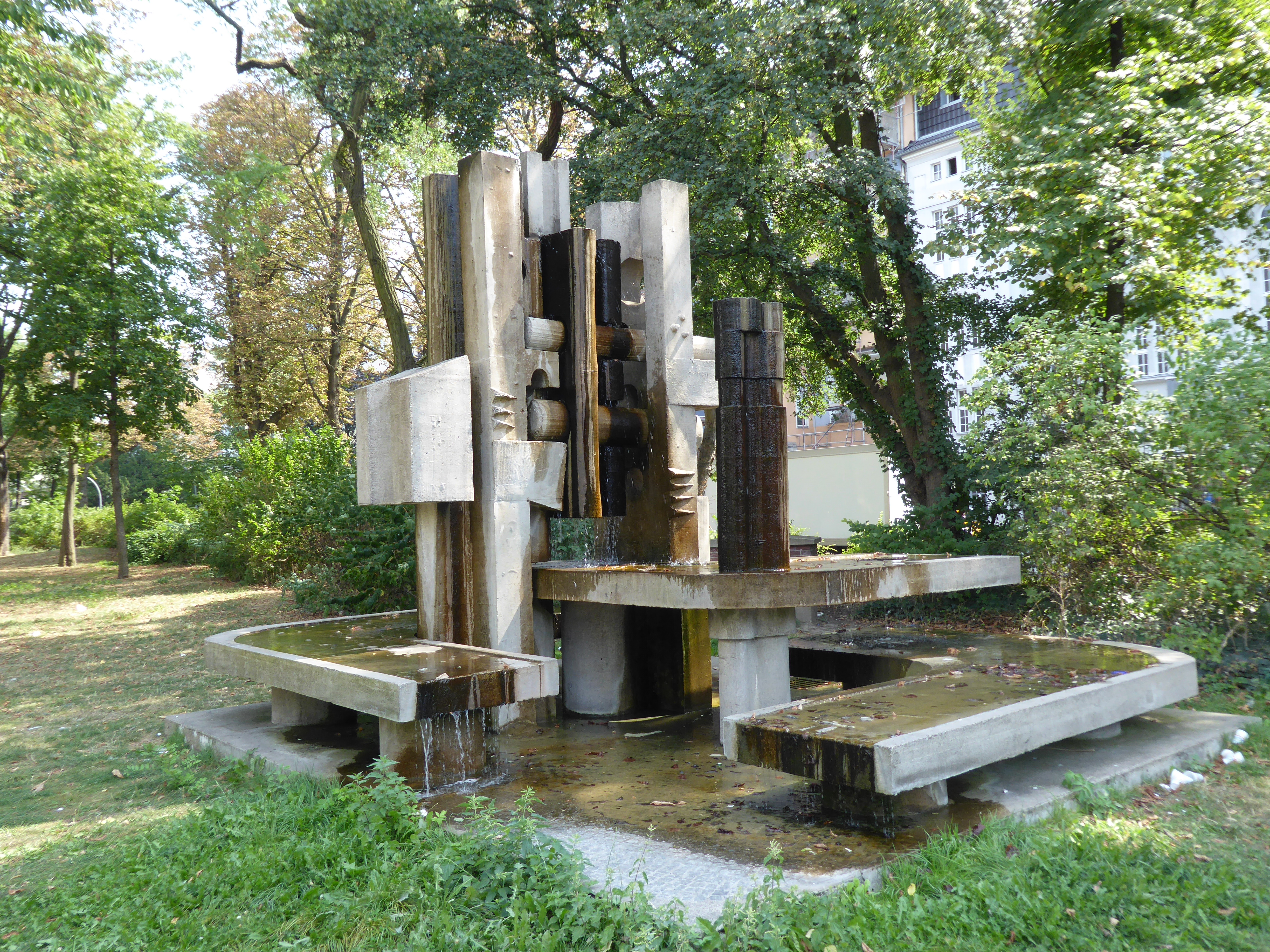
Brunnenplastik in Alt-Tempelhof
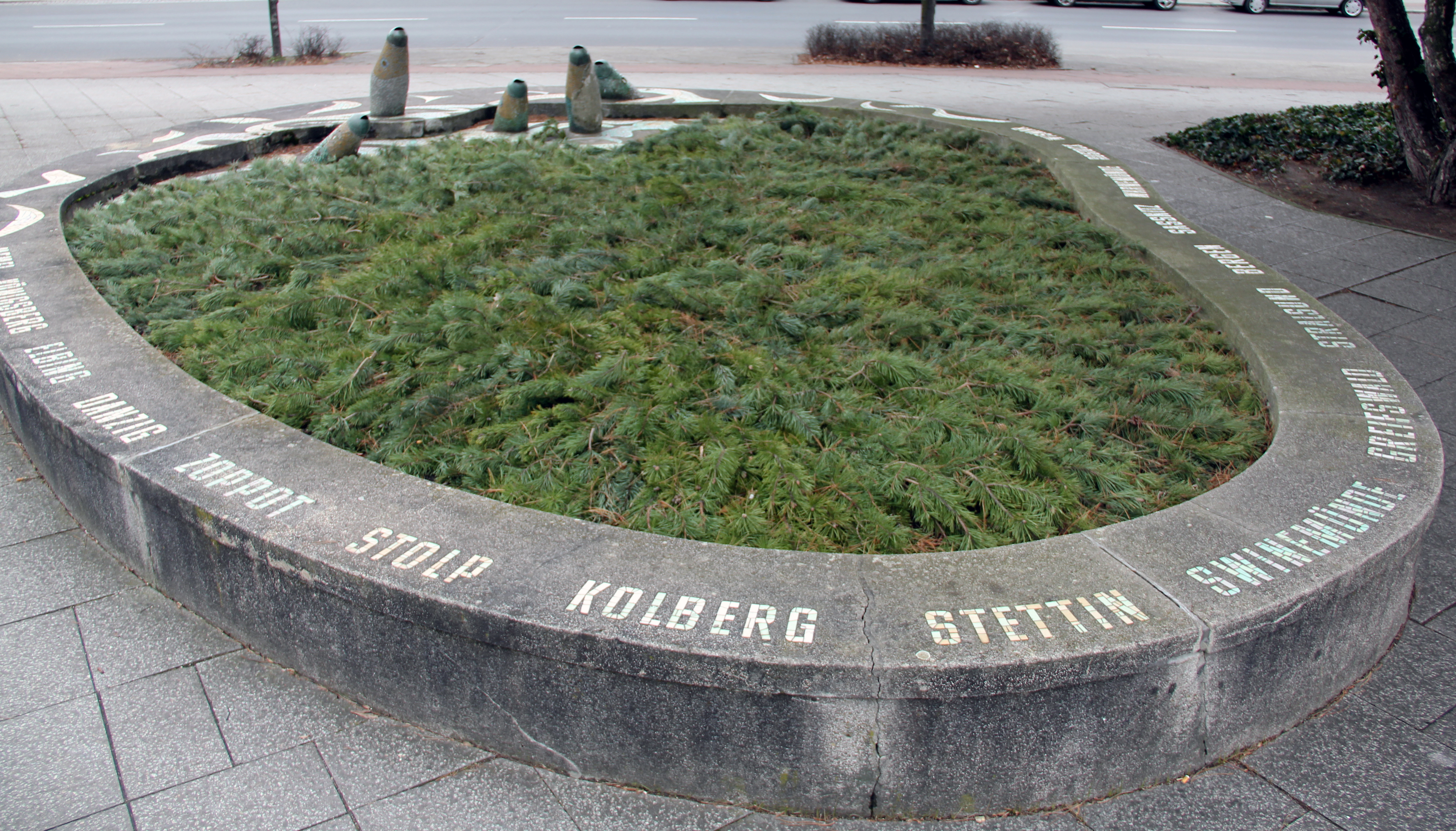
Ostseebrunnen, vor dem Rathaus Reinickendorf